# Parque Nacional de Abaco
O Parque Nacional de Abaco é um parque nacional em South Abaco, nas Ilhas Abaco, nas Bahamas. O parque foi fundado em 1994 e possui ocupa uma área total de 20,500 acres (83 km2).
O parque contém 5,000 acres (20 km2) de pinhal. A vida selvagem aviária no parque inclui o papagaio das Bahamas, a andorinha das Bahamas, o rouxinol das Bahamas, o pombo de coroa branca, entre outras espécies.